# Глинское (Свердловская область)
Глинское — село в Режевском городском округе Свердловской области Российской Федерации.

## География
Село расположено в 105 верстах на северо-запад от Екатеринбурга, в 12 километрах на север от города Режа (по автотрассе 13 километров) на левом берегу реки Реж и в устье правого притока реки Глинки. В окрестностях села, на правом берегу реки Реж расположен геоморфологический и ботанический природный памятник «Глинский камень» и небольшой пруд. В начале XX века местность считалась здоровой, с севера, востока и юга село окружал сосновый лес.

## История
Название село получило от речки Глинки и глинистого грунта земли, на котором расположено село. Первыми поселенцами были выходцы из центральных губерний России, вероятно Калужской, на что указывает фамилия многих первопоселенцев: Калугины. Старейшее поселение впервые официально упоминается в 1659 году. Около 1663 года селение подверглось опустошительному нападению башкирских племен.
В начале XX века основным занятием сельчан было хлебопашество, обжигание извести, приготовление зеленой глиняной посуды, огнеупорного кирпича, добывание камня и устройство зимних и летних экипажей. В начале XX века в селе имелось земское начальное училище в каменном здании.

## Николаевский храм
Глинский приход был открыт в 1727 году.Каменный трёхпрестольный храм был заложен 18 мая 1816 году, а 8 мая 1828 года был освящён главный храм во имя святого Николая, архиепископа Мирликийского, правый придел во имя пророка Илии был освящен 8 мая 1819 года, левый придел в честь Богоявления Господня был освящён 16 октября 1895 года. В 1900 году для причта в 2 священника и 2 псаломщика имелись церковные дома. Церковь была закрыта в 1935 году и перестроена. В советское время в здании размещались мастерские. Ныне ведутся работы по восстановлению храма.

## Население
| 2002 | 2010  | 2021  |
| ---- | ----- | ----- |
| 1298 | ↘1187 | ↘1073 |

Структура
В 1900 году сельчан было 1989 мужчин и 1993 женщины. По данным переписи 2002 года национальный состав следующий: русские — 94 %. По данным переписи 2010 года в селе было: мужчин — 545, женщин — 642.